# Trichophila
Trichophila är ett släkte av svampar. Trichophila ingår i familjen Piedraiaceae, ordningen Capnodiales, klassen Dothideomycetes, divisionen sporsäcksvampar och riket svampar.
|             | Trichosporum                                |
|             |                                             |
| Trichophila | \| \| Trichophila myrmecophagae \| \| \| \| |
|             | \| \| Trichophila myrmecophagae \| \| \| \| |
|             | Piedraia                                    |
|             |                                             |
|             | Trichophila myrmecophagae                   |
|             |                                             |

|  | Trichophila myrmecophagae |
|  |                           |